# Heaven and Hell (album de Vangelis)
Pour les articles homonymes, voir Heaven and Hell.
Albums de Vangelis
L'Apocalypse des animaux
(1973) Albedo 0.39
(1976)
Heaven and Hell est un album studio de Vangelis, sorti en 1975.

## Historique
Après plusieurs albums et projets enregistrés à Paris, Vangelis Papathanassiou pose ses valises en Angleterre et crée son propre studio d'enregistrement, Nemo Studios (en), à Londres. Fraîchement signé chez RCA Records, il jouit alors d'une grande liberté artistique et créative, et décide de simplifier son nom en écartant la mention de son patronyme Papathanassiou. Heaven and Hell est en effet le premier album de sa discographie où il porte le nom simple d'artiste Vangelis.
Cet album voit également la première collaboration avec Jon Anderson, que Vangelis a rencontré lorsqu'il a été contacté par le groupe Yes pour remplacer Rick Wakeman aux claviers. Jon Anderson et Vangelis s'associeront plus tard dans un projet en duo et sortiront ainsi quatre albums sous le nom de Jon and Vangelis,.

## Liste des titres
La liste des titres ne figure que sur l'édition originale de l'album. En effet la réédition CD ne contient que deux pistes (deux index de début de lecture) mentionnées comme suit :
1. Heaven and Hell (Part I) – 21:58
  - inclus So Long Ago, So Clear – 4:58
2. Heaven and Hell (Part II) – 21:16

La chanson So Long Ago So Clear ne fait pas partie de la suite Heaven and Hell. Il s'agit d'un titre bonus. Sa position à la fin de la première face du disque peut prêter à confusion, mais le choix a été fait pour une raison pratique : équilibrer le temps d'écoute de chaque face (autour de vingt et une à vingt-deux minutes).

### Liste détaillée des titres
Face 1
1. - Heaven and Hell, part I :
  - Bacchanale – 4:40
  - Symphony to the Powers B, Movements 1 & 2 – 8:18
  - Symphony to the Powers B, Movement 3 – 4:03
2. - So Long Ago, So Clear — 5:00

Face 2
1. - Heaven and Hell, part II :
  - Intestinal Bat – 3:18
  - Needles and Bones – 3:22
  - 12 O'Clock (part 1) – 3:12
  - 12 O'Clock (part 2) – 5:36
  - Aries – 2:05
  - A Way – 3:45

## Culture populaire
Le Movement 3 de la Symphony to the Powers B a été utilisé comme thème de la série documentaire de vulgarisation scientifique de Carl Sagan, Cosmos (Cosmos: A Personal Voyage), diffusée entre le 28 septembre et le 21 décembre 1980 sur le réseau PBS et en France sur Antenne 2.
L'accompagnement sonore de la campagne d'appel aux dons de l'Unicef lors de la famine de 1984-1985 en Éthiopie, est 12 O'clock (part 2).

## Crédits
- Vangelis Papathanassiou : compositeur, arrangeur, producteur, percussions, claviers[7]
- English Chamber Choir (dirigé par Guy Protheroe) : chœurs
- Jon Anderson : textes et chant sur So long ago, so clear
- Vana Veroutis : soprano
- Alan Lucas : ingénieur du son
- Paul Wakefield : photographie
- Geoff Halpin : design